# 桐柏水库
桐柏水库是中国浙江省台州市天台县境内的一座水库，位于桐柏溪百丈坑，建于1960年。水库正常库容为1005万立方米，集雨面积为92平方千米，海拔为391.28米。